# Дианабад
 Тази статия е за жилищния комплекс.  За научно-промишлената зона вижте Дианабад (промишлена зона).  
Дианабад (от немското Diana Bad – Басейн „Диана“) е един от кварталите в София. Намира се в район „Изгрев“.
Квартал „Дианабад“ се намира на югоизток от центъра на столицата. На север от него се намира кв. „Изгрев“, а на изток – бул. „Драган Цанков“, който го разделя от жк „Изток“ и жк. „Мусагеница“. На юг от жк „Дианабад“ е разположен „Студентски град“. На запад е Ловният парк. В комплекса има много зеленина, което се дължи на факта, че застрояването е било правено преди повече от 30 години.
Старото име на квартала е „Червена звезда“. В него са поместени две основни училища (11. ОУ „Св. Пимен Зографски“ и частното „Св. Климент Охридски“), както и две гимназии (105. СОУ „Атанас Далчев“ и Частна профилирана гимназия „Александър Дюма“). В квартала има също така читалище и три детски градини. През лятото център на разхлаждането е откритият басейн „Диана“, който е към едноименния комплекс, включващ три хотела и тенис кортове. В близост е и Ловният парк.
Разнообразието от сгради в квартала е голямо. В южната част на комплекса преобладават едропанелните жилищни сгради от серии Бс-2-64, Бс-VIII-Сф и Бс-69-Сф. В комплекса има и няколко високи сгради тип ЕПК и малки 5-етажни тухлени блокове с по един вход. През последните няколко години и в „Дианабад“ са построени много нови тухлени кооперации.

## Градски транспорт
Квартал Дианабад се обслужва от автобусни линии 67, 69, 70, 88, 94, 102, 288, 294 и 413, както и от линии М1 и М4 на Софийското метро. В квартала има две метростанции - метростанция „Г. М. Димитров“ и метростанция „Фредерик Жолио-Кюри“.
В миналото част от транспортните линии са автобус № 200 (свързващ зоопарка с ж.к. „Овча купел“ в края на 80-те и началото на 90-те години на ХХ век), както и трамваи № 14 и 19 (свързващи съответно Дианабад с „Орландовци“ и „Дървеница“ с „Княжево“). Трамвайното ухо „Червена звезда“ е закрито през 80-те години, а в края на 90-те линия 14 е заменена от линия 2. Със строежа на метрото движението на трамваите до ж.к. Дървеница е спряно, а след 2000 г. голяма част от релсите, преминаващи покрай ж.к. „Дианабад“, са демонтирани.

## Пътища
| Път                      | Наречен на                                             | Местоположение |
| ------------------------ | ------------------------------------------------------ | -------------- |
| „157“                    | –                                                      | Карта          |
| „Апостол Карамитев“      | Апостол Карамитев (1923 – 1973), актьор                | Карта          |
| „Буенос Айрес“           | Буенос Айрес, столицата на Аржентина                   | Карта          |
| „Васил Калчев“           | Васил Калчев (1902 – 1944), шахматист                  | Карта          |
| „Владимир Трендафилов“   | Владимир Трендафилов (1955 – 2019), литературен критик | Карта          |
| „Д-р Г. М. Димитров“     | Г. М. Димитров (1903 – 1972), политик                  | Карта          |
| „Драган Цанков“          | Драган Цанков (1828 – 1911), политик                   | Карта          |
| „Инж. Панайот Бончев“    | Панайот Бончев (1946 – 2015), политик                  | Карта          |
| „Кирил Цонев“            | Кирил Цонев (1896 – 1961), художник                    | Карта          |
| „Константин Попрусинов“  | ?                                                      | Карта          |
| „Крум Кюлявков“          | Крум Кюлявков (1893 – 1955), писател                   | Карта          |
| „Ловен парк“             | Ловен парк, местен обект                               | Карта          |
| „Мара Рачова“            | Мара Рачева (1920 – 1945), общественичка               | Карта          |
| „Марко Темнялов“         | Марко Темнялов, комунистически деец                    | Карта          |
| „Никола Габровски“       | Никола Габровски (1864 – 1925), политик                | Карта          |
| „Николай Хайтов“         | Николай Хайтов (1919 – 2002), писател                  | Карта          |
| „Проф. Константин Чилов“ | Константин Чилов (1898 – 1955), лекар                  | Карта          |
| „Свети Климент Охридски“ | Климент Охридски (840 – 916), духовник                 | Карта          |
| „Свети Пимен Зографски“  | Пимен Зографски (1540 – 1620), духовник и художник     | Карта          |